# Васил Василев (режисьор, р. 1976)
Вижте пояснителната страница за други личности с името Васил Василев.
Васил Стоянов Василев е български театрален режисьор, директор на Народния театър „Иван Вазов“ от април 2022 г. и политик от БСП, заместник-министър в правителството на Пламен Орешарски, а по-късно член на ръководството на партията „Българска прогресивна линия“.

## Биография
Васил Василев е роден на 25 октомври 1976 г. в Ловеч. Завършил е немска гимназия, театрална режисура в НАТФИЗ и мениджмънт на бизнесорганизациите в Стопанската академия в Свищов.

### Политическа кариера
През 2013 година е кандидат за народен представител от „Коалиция за България“.
Същата година, след формирането на правителството на Пламен Орешарски, става заместник-министър на културата.
Васил Василев е част от ръководството на Българската асоциация на работодателите в областта на културата (БАРОК).
Член е на ръководството на партията „Българска прогресивна линия“, създадена от депутата от БСП Красимир Янков след отцепването му от партията.

### Театрална кариера

#### Режисьор
Василев поставя в различни театри в България – „Сълза и смях“ и Театър 199 в София, Драматично-куклен театър „Иван Радоев“ в Плевен, Драматичен театър Сливен, Драматичен театър Ловеч и др.
Получава и покани от Народния театър в Ниш (Сърбия), където поставя за втори път „Лице“ от Александър Галин, както и от Народния театър „Антон Панов“ в Струмица (Северна Македония), на чиято сцена реализира постановката „Методът Грьонхолм“ от Жорди Галсеран.
Сред сценичните проекти, които реализира са и „Човекът от Подолск“ и „Серьожа е много тъп“ от Дмитрий Данилов, „Боинг Боинг“ от Марк Камолети, „Островът на робите“ от Пиер Мариво, „Търси се нов съпруг“ по Миро Гавран, „Обърни се с гняв назад“ от Джон Осбърн, и много др.

#### Награди
Международна награда „Авторски фрагменти“ (Schegge d’Autore) на Италианския синдикат на театралните писатели (SNAD) – Рим (2023) и награда за режисура на спектакъла „Договор 2019“ (с автор Майк Бартлет) от IX издание на Международния фестивал във Враца New European Theatre Action (NETA) през 2019 г.  През 2015 г. спектакълът на Сливенския театър „Лице“ (автор Александър Галин) получава бронзова статуетка от фестивала „Золотой витяз“ в Москва за цялостен спектакъл, като Василев му е режисьор.

#### Администратор
От 11 септември 2006 г. е директор на театъра в град Ловеч, като по това време е най-младият театрален директор в България. По време на мандата си в институцията превръща съществуващата още от 1986 г. артизява в годишен фестивал „Младите в театъра“.
През 2016 г. печели конкурса за директор на Драматично-кукления театър „Иван Радоев“ в Плевен, а през 2021 година печели втори мандат.
От април 2022 г. Василев е директор на Народния театър „Иван Вазов“ в София. Появяват се съмнения за конфликт на интереси при избирането му, тъй като той е член на ръководството на БАРОК, а председателят на журито на конкурса е председател на БАРОК.
През септември 2022 г. на сцената се завръща в осъвременена версия спектакълът на Морфов „Хъшове“, свален от сцена въпреки огромната му популярност от предишния директор Мариус Донкин, а през януари 2023 г. Морфов възстановява и „Животът е прекрасен“.

#### Критики и скандали
След избирамето му за директор на Народния театър се появяват съмнения за конфликт на интереси при избора, тъй като той е член на ръководството на БАРОК, а председателят на журито на конкурса е председател на БАРОК. Според някои сведения връщането на режисьора Александър Морфов е бил основния коз в програмата му, с която спечелва конкурса за директор.
През май 2022 г. Василев назначава за съветник по медийните въпроси към Народния театър Велислава Кръстева, бивша депутатка от ДПС, заместник-министърка в кабинета на Пламен Орешарски от ДПС и PR на Ахмет Доган, която заявява, че остава активист на ДПС и съветник на партията, без да получава възнаграждение, и продължава да придружава Доган на събития като гасуването му на парламентарните избори.
След възникването на тежък конфликт между Велислава Кръстева и главния режисьор Александър Морфов директорът Василев уволнява дисциплинарно Морфов, предизвиквайки протести и обществено недоволство в навечерието на парламентарните избори. През 2024 г. съдът постановява, че уволнението е незаконно.
Измежду артистите, оказващи подкрепа на Александър Морфов и искащи оставката на Василев, са Камен Донев, Руси Чанев, Валери Йорданов, Владимир Михайлов, Тончо Токмакчиев, Ани Вълчанова, Даниел Цочев, Благой Бойчев, Владимир Люцканов, Велизар Бинев, Боряна Пунчева, Къци Вапцаров, Диана Любенова, Касиел Ноа Ашер, Василена Винченцо, Стефан Денолюбов и други.
Конфликтите след назначаването му за директор внасят разединение сред артистите от театъра. Това по думите на министъра на културата Найден Тодоров „е много сериозен проблем“, но нямало как директорът да бъде уволнен, а уволнението на Морфов, „неправилно, но не незаконно“ според министъра, се оказва незаконно според съда.

#### Съдебни решения
Васил Василев завежда дело срещу Камен Донев, от чиито изказвания се почувствал обиден, и иска от съда да бъде признат за виновен за обида и да му плати 2500 лв. за причинени неимуществени вреди. Съдът оправдава Камен Донев и осъжда Василев да плати разноските в размер на близо 2600 лева.
Уволнението на режисьора Александър Морфов от Васил Василев е обявено от съда за незаконно. Съдът го отменя, а Морфов трябва да бъде възстановен на длъжността „Главен режисьор“.